# Ternstroemia flavescens
Ternstroemia flavescens är en tvåhjärtbladig växtart som beskrevs av August Heinrich Rudolf Grisebach. Ternstroemia flavescens ingår i släktet Ternstroemia och familjen Pentaphylacaceae. Inga underarter finns listade i Catalogue of Life.